# بورل آيفز
بورل آيفز (بالإنجليزية: Burl Ives) (1909 - 1995) مغني فلكلور وممثل أمريكي. }}</ref> بدأ التمثيل عام 1948. أبرز أفلامه قطة على سقف من صفيح ساخن، وفيلم الدولة الكبيرة وحصل بموجبه عى جائزة الأوسكار لأفضل ممثل مساعد عام 1959.

## روابط خارجية
- بورل آيفز على موقع IMDb (الإنجليزية)
- بورل آيفز على موقع ألو سيني (الفرنسية)
- بورل آيفز على موقع ميوزك برينز (الإنجليزية)
- بورل آيفز على موقع تيرنر كلاسيك موفيز (الإنجليزية)
- بورل آيفز على موقع أول موفي (الإنجليزية)
- بورل آيفز على موقع قاعدة بيانات برودواي على الإنترنت (الإنجليزية)
- بورل آيفز على موقع قاعدة بيانات الأفلام السويدية (السويدية)
- بورل آيفز على موقع إن إن دي بي (الإنجليزية)
- بورل آيفز على موقع أول ميوزيك (الإنجليزية)
- بورل آيفز على موقع ديسكوغز (الإنجليزية)